# Teoclimen
Segons la mitologia grega, Teoclimen (en grec antic Θεοκλύμενος), va ser un endeví, fill de Polifides i, per tant, descendent de Melamp.
Va néixer a Argos, però el van desterrar per culpa d'un assassinat, i es refugià a Pilos. Mentre era a Pilos hi va trobar Telèmac, que havia sortit a cercar el seu pare, Odisseu, i es va embarcar amb ell cap a Ítaca. Un cop arribats, interpreta un presagi donat per un ocell en el moment que desembarquen a l'illa, que deia que Telèmac es convertiria en cap de la casa reial d'Ítaca. Més endavant, en presència de Penèlope, vaticina que Odisseu no és lluny. També anuncia als pretendents la sort que els espera.